# Indre By (EP)
 For alternative betydninger, se Indre By (flertydig). (Se også artikler, som begynder med Indre By)
Indre By er en EP af den danske sanger og sangskriver Xander, der udkom den 7. oktober 2016 på Labelmade og Universal. Det er Xanders første samlede udgivelse siden albummet Hvis jeg skrev dig en sang fra 2012, hvilket skyldes kontraktmæssige forhold. Titlen Indre By refererer både til København hvor Xander har boet størstedelen af sit liv, og en sindstilstand: "En følelse af hele tiden at være i gang. At være urolig for, hvad der sker lige om lidt, men samtidig glæde sig til det uventede og uberegnelige – for, hvad er det værste, der kan ske? At jeg sårer nogen på vejen? At nogen sårer mig? Så kan man i det mindste mærke, at man lever."
Teksterne på Indre By kredser om bl.a. kærlighedsforhold ("Undskyld" og "Outro"), nattelivet ("Ses i nat"), og at være rollemodel ("Du Kender mig"). Generelt handler ep'en ifølge Xander om "det der frie, lette liv, hvor man ikke rigtigt tager ansvar. Om at man gerne vil have den der frihed, hvor alle muligheder er åbne og ingen sætter en stopper for, hvad man må og ikke må, og hvem man må være sammen med. Men samtidig også, hvad det indebærer at have det på den måde."

## Spor
| #  | Titel                             | Sangskriver(e)                                                       | Producer(e)                   | Længde |
| -- | --------------------------------- | -------------------------------------------------------------------- | ----------------------------- | ------ |
| 1. | "Undskyld"                        | Xander Linnet, Henrik Bryld Wolsing                                  | Hennedub, X. Linnet           | 3:33   |
| 2. | "Spild tiden" (featuring Gilli)   | X. Linnet, Tarik "Rvssian" Johnston, Kian Rosenberg Larsson, Wolsing | Hennedub, X. Linnet, Johnston | 3:12   |
| 3. | "Ses i nat" (featuring Sivas)     | X. Linnet, Sivas Torbati, Wolsing                                    | Hennedub, X. Linnet           | 3:52   |
| 4. | "Indre By"                        | X. Linnet, Jens Ole Wowk McCoy, Oscar Knudsen                        | X. Linnet, McCoy, Knudsen     | 3:28   |
| 5. | "Du kender mig"                   | X. Linnet, Jeppe Federspiel, Rasmus Stabell                          | X. Linnet, Providers          | 3:01   |
| 6. | "Man kan ikk spole tiden tilbage" | X. Linnet, Federspiel                                                | X. Linnet, Federspiel         | 3:40   |
| 7. | "Outro"                           | X. Linnet, Marcus Linnet                                             | X. Linnet, M. Linnet          | 3:20   |